# Robert Bartholomew
Robert Raymond „Bart“ Bartholomew (* 9. Februar 1936 in Allentown, Pennsylvania; † 30. Juni 2021 in Bethlehem, Pennsylvania) war ein US-amerikanischer Gewichtheber.

## Leben
Robert Bartholomew wuchs hauptsächlich mit seiner Mutter auf, da ein Vater selten zu Hause war. Er war für seine jüngeren Geschwister eine Vaterfigur. Während seiner Zeit an der High School war Bartholomew im Bodybuilding aktiv. Dort gewann er die Titel Mr. Pennsylvania, Mr. America und Mr. America Physique. Jedoch war er nicht zufrieden mit dem Bodybuilding und wechselte zum Gewichtheben. 1966 gewann er im Halbmittelgewicht den Amateur-Athletic-Union-Titel. Bei den Olympischen Spielen 1968 in Mexiko-Stadt belegte er im Mittelschwergewichts-Wettkampf den neunten Platz.
Bartholomew, der gelernter Schweißer war, arbeitete viele Jahre lang bei Steamfitters Local 420 und ließ sich später in Catasauqua nieder.